# Pentina ornata
Pentina ornata är en fjärilsart som beskrevs av Paul E. Whalley 1976. Pentina ornata ingår i släktet Pentina och familjen Thyrididae. Inga underarter finns listade i Catalogue of Life.